# 복류수

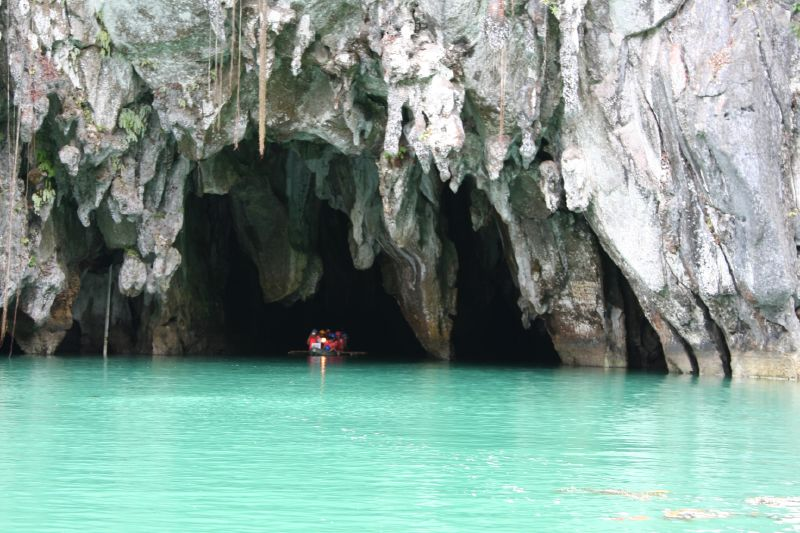
지하강

복류수(伏流水)는 강, 호수 등의 바닥, 모래 등에 있는 물이다. 대부분의 지하강에서는 관광사업이 이루어진다.

## 수원
복류수는 상수도의 물을 공급하는 수원으로 쓰인다. 복류수를 취수하기 위해서는 '집수매거'(집수암거, Infiltration Galleries)라는 다공성 암거를 사용한다. 하천에 설치되는 집수매거는 제방의 밖에 있는지 안에 있는지에 따라 형태가 달라진다.